# Gela (città antica)
L'antica Gela (originariamente chiamata Γέλα) fu fondata intorno all'VIII secolo a.C. da un gruppo di coloni dell'isola di Rodi, provenienti dalla città di Lindo; il suo insediamento, quindi, prima di Gela avrebbe portato il nome di Lindioi (Tucidide, VI 4.3). La scoperta di ceramiche protocorinzie rinvenute sull’acropoli di Gela, nella necropoli di Contrada Spina Santa e negli attuali giardini pubblici — un tempo area della necropoli arcaica — sembra confermare l'antichità della presenza rodiese. Il sito era precedentemente abitato dalle popolazioni indigene della Sicilia.
Tuttavia, la sua fondazione avvenne ufficialmente nel 688 a.C. (45 anni dopo quella di Siracusa) quando due ecisti, Antifemo di Rodi ed Entimo di Creta, vi si insediarono con i loro uomini e la chiamarono come il fiume lì presente.
Pausania il Periegeta ricorda come Gela ebbe fin da subito violenti scontri con la realtà sicana della zona (i Sicani, popolo indigeno stanziatosi in data imprecisata tra la Sicilia centrale e la Sicilia occidentale): il suo ecista Antifemo intraprese una guerra contro la città sicana di Ομϕάκη (Onface), un insediamento poco distante da Gela, senza più precisa collocazione. E, narra Pausania, i gelesi vinsero e debellarono la città, portandosi via anche una statua che si disse era stata fabbricata dal mitico scultore Dedalo (Pausania, VIII, 46, 2, e IX, 40, 4).

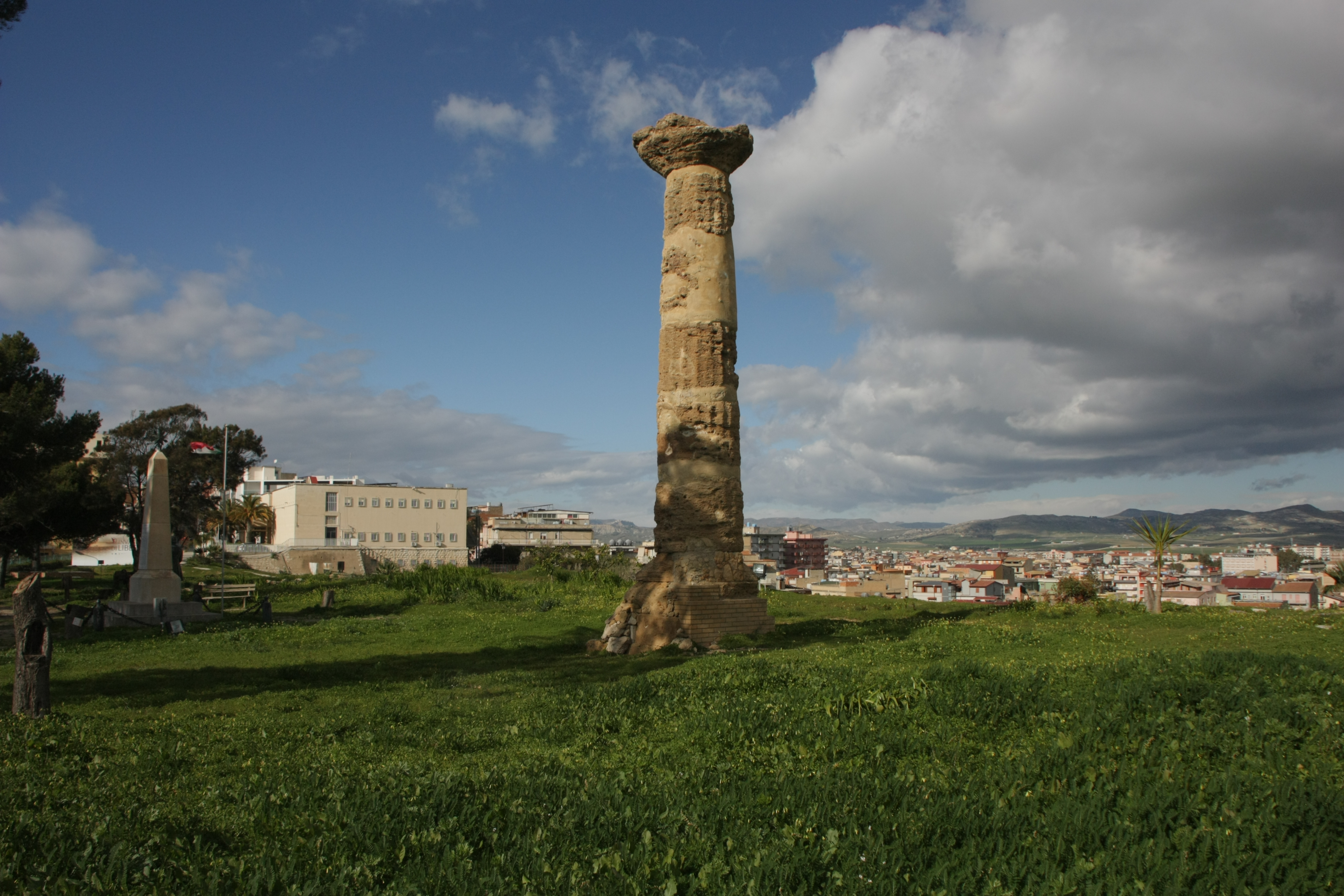
Resti del Tempio B dedicato ad Atena

Nel corso del VI secolo a.C. grazie alla politica espansionistica dei tiranni di Gela, in particolare Cleandro e soprattutto Ippocrate, la città ebbe una serie di colonie satelliti fra cui Akragas e riuscì inoltre a sottomettere Kallipolis, Leontini, Naxos e Zancle, raggiungendo notevole potenza e prestigio.
Ippocrate perì durante le vicissitudini della guerra condotta contro Siracusa, nell'anno 492 a.C., mentre tentava di conquistare Ibla, dopo aver sottomesso Ergezio. Egli giungeva da una serie di vittorie, tra le quali va annoverata la sconfitta dell'esercito siracusano nei pressi del fiume Eloro: a quel punto avrebbe potuto anche tentare di soggiogare la polis aretusea, ma contro di lui si volsero gli interventi diplomatici di Corinto e Corcira, venute dalla Grecia in Sicilia per mediare la pace tra Siracusa e Gela. L'accordo portò alla cessione della colonia siracusana di Camarina ai gelesi in cambio della fine delle ostilità con gli abitanti aretusei (secondo altre fonti, invece, a farlo desistere dal proseguire la guerra contro la colonia corinzia furono quei Siculi presso la cui città-capitale egli perse infine la vita).
Siracusa venne tuttavia conquistata diplomaticamente dal successore di Ippocrate; pochi anni dopo la morte di quest'ultimo: nel 485 a.C. il tiranno Gelone riuscì a insinuarsi nel suo governo, approfittando delle lotte di classe che dividevano in quei frangenti la città aretusea: da un lato gli oligarchici Gamoroi (che furono coloro che si recarono a Gela per cercare il suo aiuto politico) e dall'altro gli eredi dei Siculi, i Killichirioi. Gelone, ottenuta abilmente la guida di Siracusa, vi stabilì la propria corte, lasciando Gela al fratello Gerone I, che proseguì l'ambiziosa politica espansionistica.
Nel 480 a.C. Gela e Siracusa parteciparono con un esercito di 5.000 uomini alla battaglia di Imera contro i Cartaginesi, in aiuto a Terone, tiranno di Agrigento. Scomparso Gelone (478 a.C.), il fratello Gerone si stabilì a sua volta a Siracusa e a Gela il potere passò nelle mani del tiranno Polizelo, che forse fu presto deposto e sostituito da un governo democratico, sotto il quale la città accolse diversi profughi espulsi da Siracusa.
La polis dovette affrontare i centri indigeni di Omphake e Kakyron, dove si erano rifugiati alcuni mercenari espulsi dalla città nel 464 a.C. e l’anno successivo contro il centro di Krastos.
Nel 427 a.C. Gela si allea con Himera, Selinunte e Siracusa. Nel 424 a.C. divenne il centro della politica siciliana, ospitando il Congresso di Gela tramite il quale il siracusano Ermocrate tentò di mantenere unite le polis siceliote per evitare ulteriori conflitti. Ma l’invito rimase inascoltato.
Nel 406 a.C. un'armata cartaginese conquistò Agrigento e distrusse Gela, costringendone gli abitanti a riparare a Siracusa. Nel 397 a.C., grazie alla protezione siracusana, la città venne ricostruita. Timoleonte ripopolò la città favorendo l’afflusso di coloni di Coo guidati da Gorgo. In quel periodo la città conobbe una rinascita che vide anche la realizzazione di nuovi quartieri e monumenti, soprattutto nella zona di Capo Soprano.
Nel 311 a.C. venne nuovamente devastata dai Cartaginesi. Nel 317 a.C. Agatocle, sovrano di Siracusa, pose l’assedio alla città conquistandola nel 311 a.C. e facendola diventare una base militare nello scontro contro i Cartaginesi. La città venne temporaneamente liberata dal dominio siracusano nel 309 a.C. tramite Xenodico, ma nel 305 a.C. Agatocle la rioccupò.
Intorno al 287/6 a.C. Gela fu saccheggiata dai Mamertini e, secondo la tradizione, definitivamente distrutta nel 282 a.C. da Finzia, tiranno di Agrigento, che spostò gli abitanti nella città di "Finziade" (l'odierna Licata), da lui costruita proprio per accogliere i Ghelói sfollati. A proposito di questi eventi, gli storiografi moderni propendono per una lettura maggiormente critica delle fonti, mostrando più attenzione ai presumibili condizionamenti degli storici dell'epoca. La versione di un Finzia così spietato nei confronti della madrepatria Gela, sarà stata certamente viziata dalla storiografia siracusana (detentrice, allora, del monopolio dell'informazione isolana), per puri interessi di propaganda bellica. A quel tempo, Siracusa era in guerra contro Agrigento e, come sempre accade in ogni conflitto, le parti si screditavano reciprocamente per isolare l'avversario. Le evidenti incongruenze riscontrabili nel racconto della vicenda, tendono a rappresentare Finzia alla stregua di uno spregevole quanto sprovveduto generale: da abile stratega invece qual era, egli non avrebbe non potuto considerare che una decisione così scriteriata, come la cancellazione geografica dell'antica colonia rodio-cretese, gli sarebbe costata non solo la perdita di un eccezionale "avamposto", ma anche parecchi chilometri di territorio in direzione del nemico, a lui favorevoli dal punto di vista tattico e, ancor più, difensivo. Oltretutto, è impensabile che il sovrano agrigentino non avesse messo in conto di poter compromettere gli esiti del conflitto con l'apertura di un secondo fronte di guerra, quello gelese. Ciò induce al sospetto che la cronaca siracusana abbia alterato la verità dei fatti, attribuendo a Finzia un crimine talmente esecrabile da renderlo inviso agli occhi della comunità siceliota. Per di più, l'attenta lettura delle fonti sembrerebbe spostare verso altri la responsabilità di quella turpe vicenda: sui protagonisti della razzia di cui si è parlato all'inizio di questo paragrafo per esempio, i Mamertini, che per ben lucrare non si sarebbero fatti scrupoli a radere al suolo la città proprio in quella circostanza (287/6 a.C.).
In epoca romana, Gela si era ormai ridotta a un modesto villaggio, sebbene gli scrittori antichi ne ricordassero ancora il glorioso passato. Virgilio, nell'Eneide, cita i "Campi Ghelói", e la città è menzionata anche da Cicerone, Strabone e Plinio.
All'epoca dell'Emirato di Sicilia (948-1091), i musulmani la indicavano come "Città delle colonne", a causa dell'enorme numero di vestigia classiche che si trovavano nel suo territorio, designando il fiume che le scorreva a lato, il Gela, "fiume delle colonne".